# The Last Time (canción de Taylor Swift)
«The Last Time» —en español: «La Última Vez»— es una canción interpretada por la cantante estadounidense Taylor Swift, tomada de su cuarto álbum de estudio, Red (2012). Es una de dos colaboraciones presentes en el álbum, y cuenta con la participación del cantante Gary Lightbody de Snow Patrol. Fue escrita por Swift y Lightbody, mientras que la producción estuvo a cargo de Jacknife Lee. «The Last Time» es una canción de pop rock, con influencias de rock alternativo y folk.

## Vídeo musical
El vídeo musical de la canción fue estrenado el 15 de noviembre de 2013 en la cuenta de Vevo y YouTube de la cantante Swift y tiene un duración de tres minutos con cuarenta y ocho segundos. Hasta el 28 de abril de 2014 el vídeo ha ganado más de 5,2 millones de visitas en YouTube.
Al igual que el vídeo musical de «Red», cuenta con escenas de los conciertos de Swift Red Tour en Sacramento, California, el 27 de agosto de 2013. Con esta canción fue la primera vez que Gary y Swift realizaron un sencillo juntos. El vídeo comienza con Lightbody sentado en una silla en el escenario y Swift se le acercaba por detrás. Comienzan el dueto sentado, con la espalda frente a la otra. A lo largo del vídeo, se muestran imágenes de los fanes animando la presentación y termina con Gary Lightbody y Swift mirándose de frente. El video fue dirigido por Terry Richardson.

## Posicionamiento en listas
| Listas (2012–13)                              | Mejor posición |
| --------------------------------------------- | -------------- |
| Bélgica (Flandes) (Ultratip Bubbling Under)   | 14             |
| Canadá (Canadian Hot 100)                     | 73             |
| Irlanda (IRMA)                                | 15             |
| Escocia (Scottish Singles Sales Chart)        | 20             |
| Reino Unido (UK Singles Chart)                | 25             |
| US Bubbling Under Hot 100 Singles (Billboard) | 3              |